# 紙漉町 (名古屋市)
紙漉町（かみすきちょう）は、愛知県名古屋市西区の地名。
1丁目と2丁目があった。現在の城西二丁目・三丁目の各一部に相当する。

## 地理
東は江中町、西は台所町、南は北野町、北は俵町に接していた。

### 学区
- 高等学校 - 尾張学区
- 中学校 - 名古屋市立浄心中学校
- 小学校 - 名古屋市立城西小学校

### 人口
国勢調査による人口の推移
| 1950年（昭和25年） | 250人 |  |
| 1955年（昭和30年） | 335人 |  |
| 1960年（昭和35年） | 422人 |  |
| 1965年（昭和40年） | 406人 |  |
| 1970年（昭和45年） | 344人 |  |
| 1975年（昭和50年） | 306人 |  |

## 歴史

### 地名の由来
江戸時代に当町域に紙漉師辰巳氏が居住し、紙漉を行っていたことに由来する。

### 沿革
- 1876年（明治9年） - 愛知郡紙漉町として成立[1]。
- 1878年（明治11年）12月28日 - 名古屋区成立に伴い、同区紙漉町となる[1]。
- 1889年（明治22年）10月1日 - 名古屋市成立に伴い、同市紙漉町となる[1]。
- 1908年（明治41年）4月1日 - 西区成立に伴い、同区紙漉町となる[1]。
- 1980年（昭和55年）10月12日 - 住居表示の実施に伴い、西区城西二丁目・城西三丁目に編入され、消滅[1]。